# Бошко Антич
Бошко Антич (сербохорв. Boško Antić / Бошко Антић, 7 січня 1944, Сараєво — 4 грудня 2007, Белград) — югославський футболіст, що грав на позиції нападника. По завершенні ігрової кар'єри — боснійський тренер.
Є однією із легенд клубу «Сараєво», у складі якого ставав чемпіоном Югославії і як гравець, і як тренер, а у складі національної збірної Югославії став віце-чемпіоном Європи 1968 року. Наприкінці кар'єри пограв у Франції за «Анже» та «Кан».

## Клубна кар'єра
У дорослому футболі дебютував 1965 року виступами за команду «Сараєво», в якій провів сім сезонів, взявши участь у 153 матчах чемпіонату. Більшість часу, проведеного у складі «Сараєва», був основним гравцем команди і грав у поколінні, яке виграло перший в історії титул чемпіона Югославії для «Сараєво». Це сталося в сезоні 1966/67. У тому сезоні Антіч забив 14 голів у 30 матчах, а загалом у 276 матчах за «бордово-білих» — 140 голів. В той час була популярна кричалка «Два Бошка на двох кутах, Мусемич посередині, не хвилюйся про перемогу» (босн. Dva Boška na dva čoška, Musemija u sredini, za pobjedu ne brini), яке асоціювалося з убивчою трійкою нападників «Сараєво» того часу — Бошко Проданович, Вахидин Мусемич і Бошко Антич.
У своїй кар'єрі за «Сараєво» він був найкращим бомбардиром три сезони поспіль (1965/66, 1966/67 і 1967/68), а найбільше голів забив у сезоні 1967/68, коли він відзначився 53 голами в 53 матчах. Крім того, він двічі був гравцем із найбільшою кількістю ігор за сезон, у сезонах 1965/66 і 1967/68. Він також отримав срібний значок з нагоди 70-річчя Футбольної асоціації Боснії та Герцеговини.
1972 року Антич отримав право виступати за кордоном і перебрався у французьке «Анже». Відіграв за команду з Анже наступні три сезони своєї ігрової кар'єри. Граючи у складі «Анже» також здебільшого виходив на поле в основному складі команди і був серед найкращих голеодорів, відзначаючись забитим голом в середньому щонайменше у кожній третій грі чемпіонату.
Завершив ігрову кар'єру у команді другого французького дивізіону «Кан», за яку виступав протягом 1975—1977 років.

## Виступи за збірну
27 жовтня 1968 року дебютував в офіційних матчах у складі національної збірної Югославії у відбірковому матчі до чемпіонату світу 1970 року проти Іспанії (0:0), і це був його єдиний матч за національну збірну. У тому ж році він був викликаний до збірної Югославії на чемпіонат Європи 1968 року в Італії, де разом з командою здобув «срібло», але на поле не виходив, будучи дублером Драгана Джаїча.
На початку 1969 року під час підготовки до весняної частини сезону Бошко отримав травму, через яку не міг грати до листопада, а після відновлення до збірної більше не викликався.

## Кар'єра тренера
Після завершення кар'єри гравця перейшов на тренерську роботу, спочатку працюючи у Франції з юнацькою командою «Кана», а потім повернувся в «Сараєво», де теж спочатку працював з юнаками, а 1983 року очолив основну команду. У сезоні 1984/85 він привів команду до чемпіонства, ставши першим в історії клубу, який виграв золото як гравець і як тренер. Згодом це досягнення повторив Хусреф Мусемич, який на той час був гравцем, а в сезоні 2006/07 здобув чемпіонство як тренер «Сараєва». Протягом усіх трьох сезонів на посаді головного тренера команди йому допомагав колишній одноклубник Мирсад Фазлагич.
1987 року став головним тренером національної збірної Того, яку тренував півтора роки, після чого повернувся до Сараєва. З початком боснійської війни та облоги Сараєва в 1992 році йому довелося виїхати до Белграда, де його дружина була госпіталізована через хворобу перед початком облоги, яка повністю відрізала Сараєво від зовнішнього світу. Зрештою, оскільки ситуація була тривалою, Антич залишився в Белграді до самої смерті. Під час свого перебування в Сербії він очолював місцеві команди «Раднички» (Ниш) і «Сартід» (Смедерево).
Останнім місцем тренерської роботи був китайський клуб «Цзянсу Сайнті», головним тренером команди якого Бошко Антич був протягом 2001 року.
Помер 4 грудня 2007 року на 64-му році життя у місті Белград після тривалої хвороби. За його бажанням похований на кладовищі Бежанська коса.

## Статистика виступів

### Статистика виступів за збірну
| Дата       | Місто   | Господарі | Результат | Гості   | Турнір            | Голи | Примітки |
| ---------- | ------- | --------- | --------- | ------- | ----------------- | ---- | -------- |
| 27-10-1968 | Белград | Югославія | 0 – 0     | Іспанія | Відбір до ЧС 1970 | -    | 46'      |
| Усього     |         | Матчів    | 1         |         | Голів             | 0    |          |

## Титули і досягнення

### Як гравця
- Чемпіон Югославії (1):

«Сараєво»: 1966/67

### Як тренера
- Чемпіон Югославії (1):

«Сараєво»: 1984/85